# 고마이 요시아키
고마이 요시아키(일본어: 駒井 善成, 1992년 6월 6일 ~ )는 일본의 축구 선수이다.

## 구단 경력
그는 2011년부터 J리그의 교토 상가 FC, 우라와 레즈, 홋카이도 콘사돌레 삿포로에서 뛰었다.